# Иванко Маринов
Иван Маринов Димитров, с псевдоним Иванко Маринов, е български поет.

## Биография
Роден е на 23 април 1946 г. в Хасково. Завършва средното си образование в Кърджали. В ученическите му години са публикувани стихове в местния вестник „Нов живот“, сътрудничи и на вестник „Средношколско знаме“. През 1973 г. завършва театрална режисура в Ленинград. До 1990 г. е директор на Профсъюзния дом на културата в Кърджали. Печата във вестниците „Пулс“ и „Литературен фронт“ и в литературните алманаси „Юг“ и „Море“. През 1989 г. печели национален конкурс за сценарий за игрален филм на Дебютна киностудия – София. През 1994 г. завършва библиография и библиотекознание във Великотърновския университет. Директор е на Регионална библиотека „Никола Вапцаров“ в Кърджали.
Член на Съюза на българските писатели. Умира на 7 ноември 2020 г. в Кърджали.

## Творчество
Автор е на книгите:
- „Ден за прошка“ (1999);
- „Дневни сънища“ (2002);
- „Болестта на куклите“ (2003);
- „Небесни листа“ (2004);
- „Дни и нощи“ (2006);
- „Градът кръстопът“ (кн. 1, 2006 и кн. 2, 2008);
- „Откраднат сезон“ (2008).[1]

За есеистичния двутомник „Градът кръстопът“ получава наградата „Заслужил краевед“ от Съюза на краеведите в България и годишната награда на Съюза на българските писатели за 2006 г.